# Cerveza Club Colombia Open 1997 - Qualificazioni singolare
Le qualificazioni del singolare  del Cerveza Club Colombia Open 1997 sono state un torneo di tennis preliminare per accedere alla fase finale della manifestazione. I vincitori dell'ultimo turno sono entrati di diritto nel tabellone principale. In caso di ritiro di uno o più giocatori aventi diritto a questi sono subentrati i lucky loser, ossia i giocatori che hanno perso nell'ultimo turno ma che avevano una classifica più alta rispetto agli altri partecipanti che avevano comunque perso nel turno finale.
Le qualificazioni del torneo Cerveza Club Colombia Open 1997 prevedevano 32 partecipanti di cui 4 sono entrati nel tabellone principale.

## Teste di serie
1. Lucas Arnold Ker (primo turno)
2. Gastón Etlis (Qualificato)
3. Gabriel Silberstein (secondo turno)
4. Martín Rodríguez (ultimo turno)

1. Alejandro Hernández (Qualificato)
2. Sebastián Prieto (primo turno)
3. André Sá (primo turno)
4. Frédéric Fontang (ultimo turno)

## Qualificati
1. Laurence Tieleman
2. Gastón Etlis

1. Maurice Ruah
2. Alejandro Hernández

## Tabellone

### Legenda
| - Q = Qualificato - WC = Wild card - LL = Lucky loser | - ALT = Alternate - SE = Special Exempt - PR = Protected Ranking | - w/o = Walkover - r = Ritirato - d = Squalificato |

### Sezione 1
|  | Primo turno       | Primo turno       | Primo turno       | Primo turno      | Primo turno |  |  | Secondo turno     | Secondo turno     | Secondo turno    | Secondo turno    | Secondo turno    |   |   | Ultimo turno      | Ultimo turno      | Ultimo turno      | Ultimo turno | Ultimo turno |  |
|  |                   |                   |                   |                  |             |  |  |                   |                   |                  |                  |                  |   |   |                   |                   |                   |              |              |  |
|  |                   | Mariano Hood      | Mariano Hood      | Mariano Hood     | 4           |  |  |                   |                   |                  |                  |                  |   |   |                   |                   |                   |              |              |  |
|  | 1                 | Lucas Arnold Ker  | Lucas Arnold Ker  | Lucas Arnold Ker | 1r          |  |  | Mariano Hood      | Mariano Hood      | 6                | 6                | 2                |   |   |                   |                   |                   |              |              |  |
|  | Laurence Tieleman | Laurence Tieleman | Laurence Tieleman | 6                | 6           |  |  | Laurence Tieleman | Laurence Tieleman | 7                | 3                | 6                |   |   |                   |                   |                   |              |              |  |
|  | Wilson Montoya    | Wilson Montoya    | Wilson Montoya    | 1                | 2           |  |  |                   |                   |                  |                  |                  |   |   | Laurence Tieleman | Laurence Tieleman | Laurence Tieleman | 6            | 6            |  |
|  | Tamer El Sawy     | Tamer El Sawy     | Tamer El Sawy     | 6                | 6           |  |  |                   |                   | Alexandre Simoni | Alexandre Simoni | Alexandre Simoni | 2 | 0 |                   |                   |                   |              |              |  |
|  | Miles Maclagan    | Miles Maclagan    | Miles Maclagan    | 3                | 3           |  |  | Tamer El Sawy     | Tamer El Sawy     | 6                | 5                | 4                |   |   |                   |                   |                   |              |              |  |
|  |                   | Alexandre Simoni  | Alexandre Simoni  | 6                | 7           |  |  | Alexandre Simoni  | Alexandre Simoni  | 0                | 7                | 6                |   |   |                   |                   |                   |              |              |  |
|  | 7                 | André Sá          | André Sá          | 2                | 6           |  |  |                   |                   |                  |                  |                  |   |   |                   |                   |                   |              |              |  |

### Sezione 2
|  | Primo turno         | Primo turno         | Primo turno         | Primo turno | Primo turno |  |  | Secondo turno | Secondo turno       | Secondo turno       | Secondo turno    | Secondo turno |   |   | Ultimo turno | Ultimo turno | Ultimo turno | Ultimo turno | Ultimo turno |  |
|  |                     |                     |                     |             |             |  |  |               |                     |                     |                  |               |   |   |              |              |              |              |              |  |
|  | 2                   | Gastón Etlis        | 6                   | 6           | 6           |  |  |               |                     |                     |                  |               |   |   |              |              |              |              |              |  |
|  |                     | Jaime Cortes        | 7                   | 4           | 4           |  |  | 2             | Gastón Etlis        | Gastón Etlis        | 6                | 6             |   |   |              |              |              |              |              |  |
|  | Juan-Felipe Mateus  | Juan-Felipe Mateus  | Juan-Felipe Mateus  | 6           | 6           |  |  |               | Juan-Felipe Mateus  | Juan-Felipe Mateus  | 1                | 2             |   |   |              |              |              |              |              |  |
|  | Pablo Gonzalez-King | Pablo Gonzalez-King | Pablo Gonzalez-King | 2           | 4           |  |  |               |                     |                     |                  |               |   |   | 2            | Gastón Etlis | 1            | 6            | 6            |  |
|  | Ruben Fernandez-Gil | Ruben Fernandez-Gil | 3                   | 6           | 6           |  |  |               |                     | 8                   | Frédéric Fontang | 6             | 4 | 1 |              |              |              |              |              |  |
|  | Mark Keil           | Mark Keil           | 6                   | 4           | 3           |  |  |               | Ruben Fernandez-Gil | Ruben Fernandez-Gil | 4                | 3             |   |   |              |              |              |              |              |  |
|  | 8                   | Frédéric Fontang    | Frédéric Fontang    | 6           | 6           |  |  | 8             | Frédéric Fontang    | Frédéric Fontang    | 6                | 6             |   |   |              |              |              |              |              |  |
|  |                     | David Olave         | David Olave         | 1           | 2           |  |  |               |                     |                     |                  |               |   |   |              |              |              |              |              |  |

### Sezione 3
|  | Primo turno     | Primo turno                | Primo turno         | Primo turno | Primo turno |  |  | Secondo turno              | Secondo turno              | Secondo turno       | Secondo turno   | Secondo turno |   |   | Ultimo turno | Ultimo turno | Ultimo turno | Ultimo turno | Ultimo turno |  |
|  |                 |                            |                     |             |             |  |  |                            |                            |                     |                 |               |   |   |              |              |              |              |              |  |
|  | 3               | Gabriel Silberstein        | Gabriel Silberstein | 6           | 6           |  |  |                            |                            |                     |                 |               |   |   |              |              |              |              |              |  |
|  |                 | Martijn Belgraver          | Martijn Belgraver   | 3           | 3           |  |  | 3                          | Gabriel Silberstein        | Gabriel Silberstein | 6               | 0             |   |   |              |              |              |              |              |  |
|  | Maurice Ruah    | Maurice Ruah               | Maurice Ruah        | 6           | 6           |  |  |                            | Maurice Ruah               | Maurice Ruah        | 7               | 6             |   |   |              |              |              |              |              |  |
|  | Wade McGuire    | Wade McGuire               | Wade McGuire        | 4           | 4           |  |  |                            |                            |                     |                 |               |   |   | Maurice Ruah | Maurice Ruah | 6            | 4            | 6            |  |
|  | Philippe Moggio | Philippe Moggio            | 6                   | 6           | 6           |  |  |                            |                            | Philippe Moggio     | Philippe Moggio | 3             | 6 | 1 |              |              |              |              |              |  |
|  | T. J. Middleton | T. J. Middleton            | 7                   | 4           | 3           |  |  | Philippe Moggio            | Philippe Moggio            | 6                   | 1               | 7             |   |   |              |              |              |              |              |  |
|  |                 | Salvador Navarro-Gutierrez | 6                   | 4           | 6           |  |  | Salvador Navarro-Gutierrez | Salvador Navarro-Gutierrez | 4                   | 6               | 5             |   |   |              |              |              |              |              |  |
|  | 6               | Sebastián Prieto           | 4                   | 6           | 1           |  |  |                            |                            |                     |                 |               |   |   |              |              |              |              |              |  |

### Sezione 4
|  | Primo turno        | Primo turno         | Primo turno         | Primo turno | Primo turno |  |  | Secondo turno | Secondo turno       | Secondo turno    | Secondo turno       | Secondo turno |   |   | Ultimo turno | Ultimo turno     | Ultimo turno | Ultimo turno | Ultimo turno |  |
|  |                    |                     |                     |             |             |  |  |               |                     |                  |                     |               |   |   |              |                  |              |              |              |  |
|  | 4                  | Martín Rodríguez    | 7                   | 5           | 7           |  |  |               |                     |                  |                     |               |   |   |              |                  |              |              |              |  |
|  |                    | Martin Stringari    | 6                   | 7           | 6           |  |  | 4             | Martín Rodríguez    | Martín Rodríguez | 6                   | 6             |   |   |              |                  |              |              |              |  |
|  | Tomáš Anzari       | Tomáš Anzari        | Tomáš Anzari        | 7           | 6           |  |  |               | Tomáš Anzari        | Tomáš Anzari     | 4                   | 3             |   |   |              |                  |              |              |              |  |
|  | Bobby Kokavec      | Bobby Kokavec       | Bobby Kokavec       | 6           | 4           |  |  |               |                     |                  |                     |               |   |   | 4            | Martín Rodríguez | 6            | 6            | 5            |  |
|  | Hendrik Jan Davids | Hendrik Jan Davids  | Hendrik Jan Davids  | 7           | 7           |  |  |               |                     | 5                | Alejandro Hernández | 2             | 7 | 7 |              |                  |              |              |              |  |
|  | Jan Frode Andersen | Jan Frode Andersen  | Jan Frode Andersen  | 6           | 5           |  |  |               | Hendrik Jan Davids  | 7                | 3                   | 1             |   |   |              |                  |              |              |              |  |
|  | 5                  | Alejandro Hernández | Alejandro Hernández | 6           | 6           |  |  | 5             | Alejandro Hernández | 6                | 6                   | 6             |   |   |              |                  |              |              |              |  |
|  |                    | Luis Morejon        | Luis Morejon        | 4           | 4           |  |  |               |                     |                  |                     |               |   |   |              |                  |              |              |              |  |